# 張善政 (明朝)
張善政（？—？），字麟壤，號苎萝，河南开封府陈州西华县人。

## 生平
万历三十一年（1603年）癸卯科河南乡试举人，四十七年（1619年）己未科進士，补中书舍人，内外制敕多出其手。又充京闱分试官，拔名士十人，悉登甲第。崇祯初，授南京江西道御史，八月巡视南都京营，兼理屯田。后又巡察马政，尝念九边多事，度支告匮，历任所积俸金三千两盡以输边为兵饷之助理，上嘉其急公，特旨褒奖。以疾请归，晋中宪大夫，予告。致仕后闢圃栽花，以山水琴书自娱者八年，乃卒。崇祀乡贤祠。

## 家族
曾祖张学。祖父张世良。父张健福，寿官。弟张善继，字昇宇，与兄同领万历癸卯乡荐，而名在兄前，有以宋祁兄弟同榜事比者，一时以为荣。晚年学易，学者多师之，稱为昇宇先生。有子张若星。